# Netta Barzilai
Netta Barzilai (tiếng Hebrew: נטע ברזילי; sinh ngày 22 tháng 1 năm 1993), đôi khi được gọi là Netta, là một ca sĩ và nghệ sĩ Israel. Cô đã giành chiến thắng mùa giải thứ năm của HaKokhav HaBa, cuộc thi tuyển chọn thí sinh đại diện Israel ở cuộc thi Eurovision Song Contest.
Vào ngày 12 tháng 5 năm 2018, cô giành chiến thắng cuộc thi Eurovision Song Contest 2018 ở Lisboa, Bồ Đào Nha, với bài hát "Toy", đánh dấu chiến thắng thứ tư của Israel trong cuộc thi Eurovision Song Contest (sau 1978, 1979 và 1998).

## Tiểu sử
Barzilai sinh ngày 22 tháng 1 năm 1993 tại Hod HaSharon. Khi Barzilai được ba tháng tuổi, cô cùng gia đình chuyển đến Nigeria, nơi cô sống bốn năm trước khi trở về Israel.
Trước khi bắt đầu nhập ngũ vào Lực lượng Phòng vệ Israel, cô đã trải qua một năm phục vụ tình nguyện trong bán quân sự Nahal và thực hiện nghĩa vụ quân sự của mình trong Hải quân Israel. Barzilai cư trú tại Tel Aviv.

## Sự nghiệp ca nhạc
Vào tháng 9 năm 2017, Barzilai đã thử giọng cho mùa giải năm của HaKokhav HaBa, cuộc thi tuyển chọn của Israel cho Cuộc thi Eurovision Song Contest, with "Rude Boy" bởi Rihanna. Sau khi nhận được 82% số phiếu, cô đã tiến tới vòng thứ hai của cuộc thi, ở đó cô hát "Hey Mama" bởi David Guetta. Vào tháng 2 năm 2018, cô biểu diễn "Wannabe" bởi Spice Girls, và mặc dù cô thua trước Ricky Ben Ari, cô đã tiếp tục lọt vào vòng tiếp theo sau khi được các giám khảo lựa chọn.
Bài hát cuối cùng Barzilai biểu diễn trong cuộc thi là một bản phối của "Gangnam Style" bởi Psy và "Tik Tok" bởi Kesha. Sau khi nhận được 210 điểm từ ban giám khảo và khán giả, Barzilai giành vị trí đầu tiên và đại diện cho Israel tại Eurovision.

### Eurovision Song Contest 2018

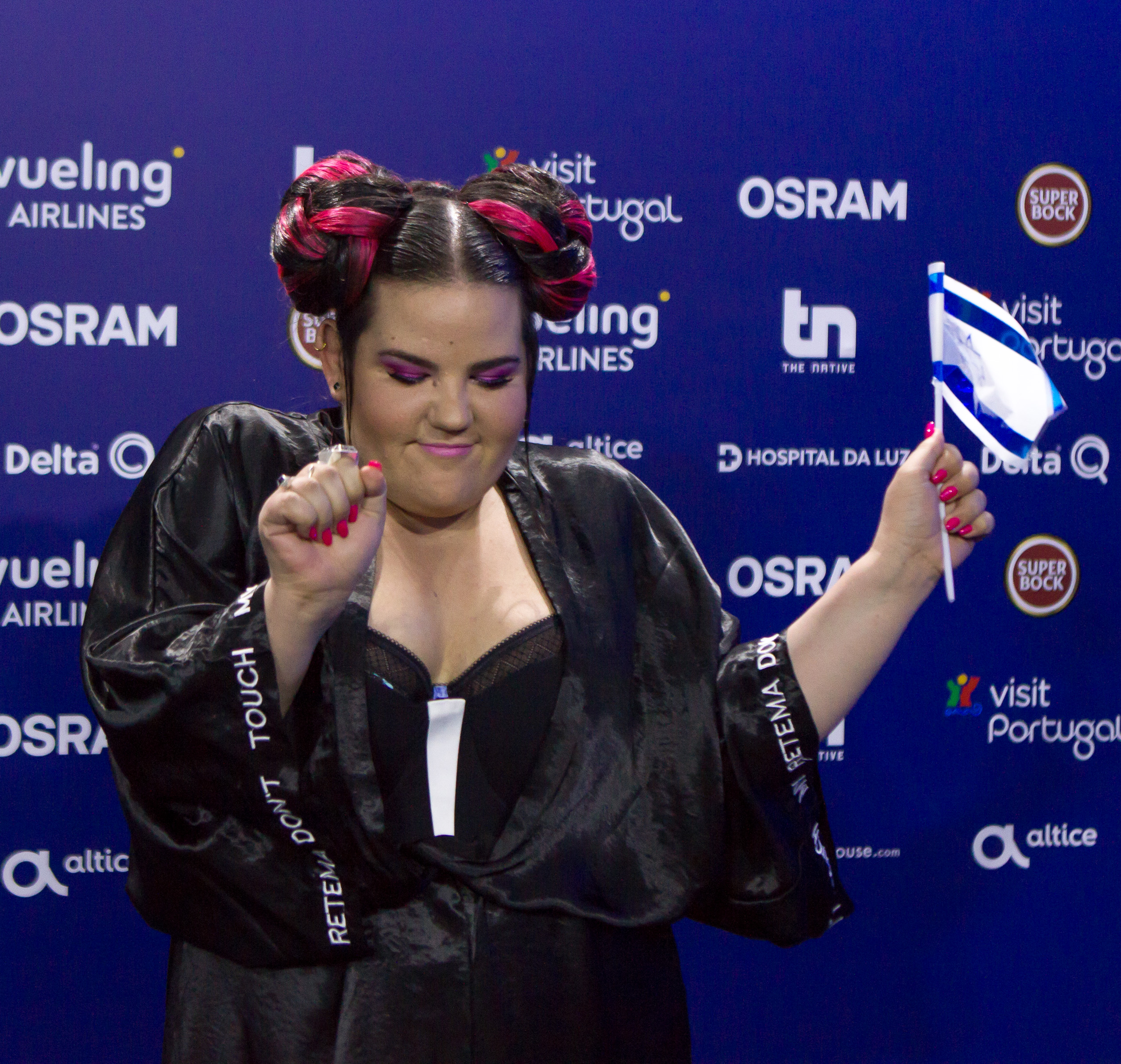
Netta tại một cuộc họp báo sau khi vào chung kết Eurovision Song Contest 2018

Vào ngày 25 tháng 2 năm 2018, người ta thông báo rằng bài hát mà Barzilai trình diễn tại Eurovision được gọi là "Toy" và nó sẽ được biểu diễn bằng tiếng Anh, ngoài một cụm từ bằng tiếng Hebrew. Bài hát được viết và sáng tác bởi Doron Medalie và Stav Beger. Bài hát đã được phát hành vào ngày 11 tháng 3 năm 2018 và MV của họ nhận được hơn 20 triệu lượt xem hai tháng trước khi bắt đầu Eurovision. Vào ngày 14 tháng 4 năm 2018, Barzilai biểu diễn ca khúc của cô tại Eurovision in Concert ở Amsterdam, sự kiện quảng bá Eurovision lớn nhất.
Vào ngày 8 tháng 5 năm 2018, Barzilai tham gia vòng bán kết đầu tiên của cuộc thi Eurovision Song Contest, giành được 283 điểm và lọt vào trận chung kết vào ngày 12 tháng Năm. Trong trận chung kết, cô xếp ở vị trí đầu tiên với những người bầu từ điện thoại và xếp thứ ba với các giám khảo quốc tế, tích lũy 529 điểm và giành chiến thắng trong cuộc thi.